# Anajás
Anajás est une municipalité brésilienne située dans l'État du Pará.